# Campeonato Cearense 1984
In 1984 werd het 70ste Campeonato Cearense gespeeld voor clubs uit Braziliaanse staat Ceará. De competitie werd georganiseerd door de FCF en werd gespeeld van 6 mei tot 25 november. Er werden twee toernooien gespeeld, omdat Ceará beide won was er geen finale om de titel meer nodig.

## Eerste toernooi

### Eerste fase
| Plaats | Club                | Wed. | W | G | V | Saldo | Ptn. |
| ------ | ------------------- | ---- | - | - | - | ----- | ---- |
| 1.     | Ceará               | 9    | 7 | 2 | 0 | 22:3  | 16   |
| 2.     | Fortaleza           | 9    | 4 | 4 | 1 | 10:4  | 12   |
| 3.     | Icasa               | 9    | 4 | 3 | 2 | 16:7  | 11   |
| 4.     | Guarani de Juazeiro | 9    | 4 | 3 | 2 | 8:3   | 11   |
| 5.     | Guarany de Sobral   | 9    | 4 | 3 | 2 | 7:3   | 11   |
| 6.     | América             | 9    | 4 | 1 | 4 | 7:13  | 9    |
| 7.     | Ferroviário         | 9    | 2 | 3 | 4 | 8:10  | 7    |
| 8.     | Quixadá             | 9    | 1 | 5 | 3 | 3:6   | 7    |
| 9.     | Tiradentes          | 9    | 2 | 2 | 5 | 7:12  | 6    |
| 10.    | Calouros do Ar      | 9    | 0 | 0 | 9 | 1:28  | 0    |

|  | Geplaatst voor tweede fase en finale eerste toernooi |
|  | Geplaatst voor tweede fase                           |

### Tweede fase
| Plaats | Club                | Wed. | W | G | V | Saldo | Ptn. |
| ------ | ------------------- | ---- | - | - | - | ----- | ---- |
| 1.     | Ceará               | 5    | 4 | 1 | 0 | 11:3  | 9    |
| 2.     | Icasa               | 5    | 2 | 2 | 1 | 9:5   | 6    |
| 3.     | Guarani de Juazeiro | 5    | 2 | 2 | 1 | 7:3   | 6    |
| 4.     | Fortaleza           | 5    | 1 | 2 | 2 | 2:4   | 4    |
| 5.     | Guarany de Sobral   | 5    | 0 | 3 | 2 | 1:3   | 3    |
| 6.     | América             | 5    | 1 | 0 | 4 | 1:13  | 2    |

|  | Geplaatst voor finale |

### Finale
Omdat Ceará beide fases won was er geen finale meer nodig.

## Tweede toernooi

### Eerste fase
| Plaats | Club                | Wed. | W | G | V | Saldo | Ptn. |
| ------ | ------------------- | ---- | - | - | - | ----- | ---- |
| 1.     | Ceará               | 9    | 9 | 0 | 0 | 22:4  | 18   |
| 2.     | Fortaleza           | 9    | 7 | 0 | 2 | 27:15 | 14   |
| 3.     | Guarany de Sobral   | 9    | 6 | 1 | 2 | 15:5  | 13   |
| 4.     | Icasa               | 9    | 5 | 1 | 3 | 15:9  | 11   |
| 5.     | Guarani de Juazeiro | 9    | 4 | 1 | 4 | 12:15 | 9    |
| 6.     | Quixadá             | 9    | 3 | 3 | 3 | 12:12 | 9    |
| 7.     | Ferroviário         | 9    | 3 | 0 | 6 | 9:15  | 6    |
| 8.     | Tiradentes          | 9    | 2 | 2 | 5 | 10:11 | 6    |
| 9.     | América             | 9    | 1 | 1 | 7 | 5:19  | 3    |
| 10.    | Calouros do Ar      | 9    | 0 | 1 | 8 | 6:28  | 1    |

|  | Geplaatst voor tweede fase en finale tweede toernooi |
|  | Geplaatst voor tweede fase                           |

### Tweede fase
| Plaats | Club                | Wed. | W | G | V | Saldo | Ptn. |
| ------ | ------------------- | ---- | - | - | - | ----- | ---- |
| 1.     | Guarany de Sobral   | 5    | 4 | 1 | 0 | 10:1  | 9    |
| 2.     | Fortaleza           | 5    | 4 | 0 | 1 | 11:4  | 8    |
| 3.     | Ceará               | 5    | 1 | 2 | 2 | 7:6   | 4    |
| 4.     | Icasa               | 5    | 1 | 2 | 2 | 5:7   | 4    |
| 5.     | Guarani de Juazeiro | 5    | 0 | 3 | 2 | 2:8   | 3    |
| 6.     | Quixadá             | 5    | 0 | 2 | 3 | 1:10  | 2    |

|  | Geplaatst voor finale |

### Finale
|                  |                   |       |       |  |
| 21 november Heen | Guarany de Sobral | 0 – 2 | Ceará |  |
| 21 november Heen |                   |       |       |  |

|                   |       |       |                   |  |
| 25 november Terug | Ceará | 2 – 0 | Guarany de Sobral |  |
| 25 november Terug |       |       |                   |  |

## Kampioen
| Campeonato Cearense de 1984 |
| Ceará                       |
| --------------------------- |
| CEARÁ Kampioen (28° titel)  |